# NGC 2574
NGC 2574 ist eine Balken-Spiralgalaxie vom Hubble-Typ Sab im Sternbild Wasserschlange. Sie ist schätzungsweise 120 Millionen Lichtjahre von der Milchstraße entfernt.
Das Objekt wurde im Jahre 1886 von Ormond Stone entdeckt.